# 61-es villamos (Budapest)

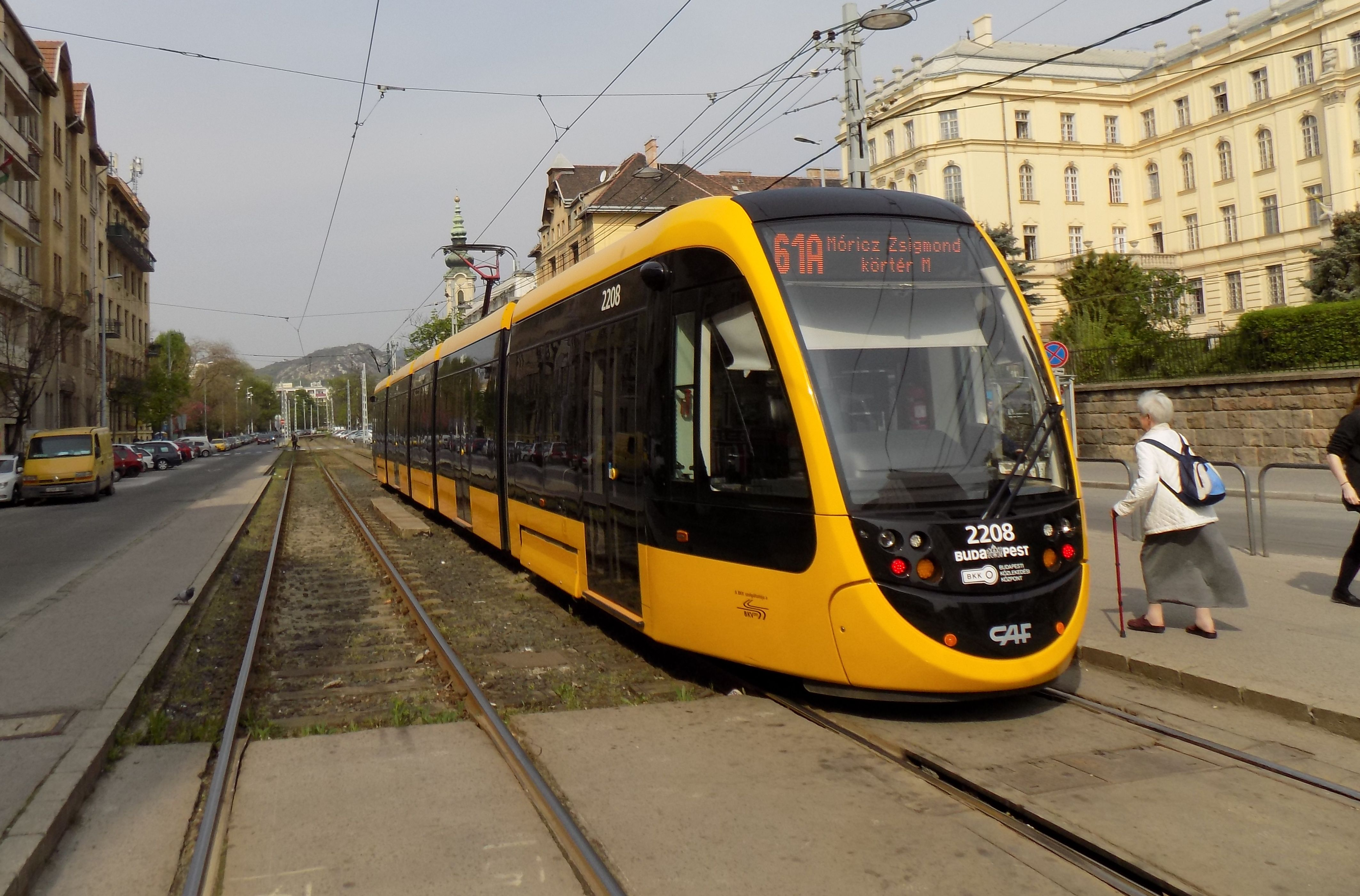
CAF Urbos 3 villamos a Villányi úton

A budapesti 61-es jelzésű villamos a Hűvösvölgytől az Alkotás utcán keresztül a Móricz Zsigmond körtérig közlekedik, a Széll Kálmán tér érintésével.
Régebben a Széll Kálmán tér és a Móricz Zsigmond körtér között közlekedett, de 2008-ban meghosszabbították egészen Hűvösvölgyig. A vonalat a Budapesti Közlekedési Zrt. üzemelteti. A budai fonódó villamoshálózat átadása óta párja a visszatérő 56-os villamos, amely Hűvösvölgyből a Krisztina körút érintésével éri el a Móricz Zsigmond körteret, majd megy tovább a Fehérvári úton a budafoki Városház térig.

## Története
1910-ben indult kétirányú körjáratként a Széna tér – Margit híd – Központi Városháza – Kiskörút – Ferenc József híd – Krisztina körút – Széna tér útvonalon. Az első világháború alatt útvonala meghosszabbodott: a Szabadság tér és a fogaskerekű városmajori végállomása között közlekedett. 1915 után útvonala jelentősen módosult: a körjárati jelleg megmaradt, de a Közvágóhíd – Haller utca – Üllői út – Kálvin tér – Szabadság tér – Margit híd – Délivasút – Ferenc József híd – Lónyay utca – Közvágóhíd útvonalon közlekedett, mely több mint 10 kilométer hosszú volt. 1919. augusztus 15-én megszüntették, de 1920. április 26-ától ismét közlekedett korábbi útvonalán. 1923. január 1-jétől a Népliget – Délivasút – Népliget útvonalon járt. 1926. július 12-étől már a budai (Új) Szent János kórházig járt. 1932. augusztus 22-én összevonásra került a 17-es villamossal, így az új 61-es a Népliget és a Délivasút között járt. Ekkor szűnt meg a körjárati jelleg, mert Budán a Horthy Miklós körtértől a Szent Imre herceg útján (ma Villányi út) járt. 1933. július 10-én útvonala a Károly körútig rövidült, de 1939. november 20-ától ismét a Népligetig járt. 1940. május 25-étől déli végállomása a Nagyvárad tér, az északi pedig 1941. június 16-ától a Széll Kálmán tér lett. 1943. május 3-án útvonala kizárólag Budára korlátozódott: a villamos a Széll Kálmán tér és a Horthy Miklós körtér között járt, majd másfél évvel később megszűnt.
1945. június 24-én elindult a 61A villamos, mely a Móricz Zsigmond körtér és a Vitézek tere (napjainkban Goldmann György tér területe; Petőfi híd, budai hídfő) között közlekedett. 1945. augusztus 1-jén újraindult a 61-es a Móricz Zsigmond körtér és a Széll Kálmán tér között, a 61A augusztus 9-én szűnt meg. Ezt követően a 61-es útvonala (a Moszkva tér névváltoztatásától eltekintve) egészen 2008. december 20-áig változatlan maradt. Ekkor a villamos az 56-os villamossal összevonásra került, így útvonala Hűvösvölgyig hosszabbodott.
A járat 2015. január 19-étől a Széll Kálmán tér felújítása miatt, ideiglenesen rövidített útvonalon közlekedett. A téren a villamosok nem tudtak átmenni az ott zajló építési munkák miatt, ezért a 61-es villamost kettévágták. Hűvösvölgy felé 2015. augusztus 30-ig a Káplár utcától, majd 31-től a 4-6-os villamos végállomásától, a Móricz Zsigmond körtér felé a Vérmező úttól indult. A hűvösvölgyi ágon ČKD Tatra T5C5 és ČKD–BKV Tatra T5C5K típusú villamosok közlekedtek vegyes üzemben, míg a déli ágon kizárólag a korszerűsített változatok jártak.
2015. november 30-ától december 6-ig a déli vonal ideiglenesen a Déli pályaudvarnál végállomásozott. December 7-én a Széll Kálmán téri végállomása az alagút megnyitása után a bekerült a térre. December 13-ától újra a teljes útvonalán közlekedik.
2016. január 16-ától a 18-as helyett a Városház térig csúcsidőben újrainduló 56-os jár 7-8 perces követési idővel, a Savoya Parkhoz pedig a 17-es villamos tér be. Az 56-os a Budafok központjának számító Városház térig csak csúcsidőben, a 47-es klasszikus dél-budai járatot sűrítve, egyéb időszakokban 56A jelzéssel a Móricz Zsigmond körtérnél a Fehérvári út északi torkolatánál a Magyar Posta épülete és a Szakorvosi rendelő közötti 61-es a 17-es villamost a Villányi úton és az Alkotás utcan sűrítve, a Hűvösvölgyig a Krisztina körúton át közlekedő 56A-val osztozkodva végállomásoznak egy középső tárolóvágányon, amit szakmai berkekben a villamosvezetők és a villamosbarátok tréfásan „SZTK rendezőnek” neveznek. Az Alkotás úton a 17-es és a 61-es, a Krisztina körúton az 56-os és 56A közlekedik. (Az 56-osnak a Széll Kálmán tér és Hűvösvölgy között maradt a szintén Hűvösvölgyig feljáró 61-es járattal közös gyakori követés, a reggeli 59B jelzésű sűrítő járattal kiegészülve.)
Pályafelújítás miatt 2017. május 27-étől augusztus 27-éig csak a Szent János Kórház és a Móricz Zsigmond körtér között közlekedett.
2017. augusztus 28-ától a járaton engedélyezett a kerékpárszállítás.
2018. július 14-étől augusztus 5-éig a Szabadság híd hétvégi lezárása miatt újra a Városház térig közlekedett a 47-es villamos pótlása miatt.

### 18–61
2015. május 16-án és 17-én közlekedett a 18-as és a 61-es villamos összevont járataként a Széll Kálmán tér és a Savoya Park között. Ekkor a 18-as és a déli 61-es villamos közlekedése szünetelt. A vonalon ČKD Tatra T5C5 és ČKD–BKV Tatra T5C5K2 típusú szerelvények közlekedtek vegyes üzemben.

### 41–61
2015. május 16-án és 17-én közlekedett a 41-es és a 61-es villamos összevont járataként a Széll Kálmán tér és a Kamaraerdei Ifjúsági Park között. Ekkor a 41-es és a déli 61-es villamos közlekedése szünetelt. A vonalon Ganz CSMG és ČKD–BKV Tatra T5C5K2 típusú villamosok közlekedtek vegyes üzemben.
2019. augusztus 3-án délután ismét összevont járatként közlekedett, ezúttal a Kamaraerdei Ifjúsági Park és Hűvösvölgy között.

### 47–61
2015. augusztus 17. és 30. között a Fővám téri útbeszakadás idején a 47-es villamos közlekedése szünetelt, ezért 47–61-es összevont járat közlekedett a Széll Kálmán tér és Budafok, Városház tér között. A vonalon ČKD–BKV Tatra T5C5K és Ganz CSMG villamosok közlekedtek vegyes üzemben.

## Járművek
A vonalon ČKD–BKV Tatra T5C5K2M típusok közlekednek. A villamosokat a Kelenföld kocsiszínben és Szépilona kocsiszínben tárolják.
1971 és 1980 között a vonalon Ganz CSMG típusú villamosok közlekedtek, melyeket 1980. március 25-én a kétkocsis ČKD Tatra T5C5 villamosok váltottak fel. 2023. június 17-től a vonalon már CAF Urbos 3 típusú villamosok is közlekednek.

## Útvonala
| Móricz Zsigmond körtér felé |
| Hűvösvölgy vá. – Hűvösvölgyi út – Völgy utca – Alsó Völgy utca – Versec sor – Hűvösvölgyi út – Szilágyi Erzsébet fasor – Széll Kálmán tér – Krisztina körút – Magyar jakobinusok tere – Alkotás utca – Budaörsi út – Villányi út – Móricz Zsigmond körtér – Móricz Zsigmond körtér M vá. |
| Hűvösvölgy felé |
| Móricz Zsigmond körtér M vá. – Móricz Zsigmond körtér – Villányi út – Budaörsi út – Alkotás utca – Magyar jakobinusok tere – Krisztina körút – Széll Kálmán tér – Szilágyi Erzsébet fasor – Hűvösvölgyi út – Versec sor – Alsó Völgy utca – Völgy utca – Hűvösvölgyi út – Hűvösvölgy vá. |

## Megállóhelyei
| 0  | Hűvösvölgy végállomás               | 32 | 56, 56A, 59B 29, 57, 63, 64, 64A, 64B, 157, 157A, 164, 164B, 257, 264 Gyermekvasút | Gyermekvasút |
| 2  | Heinrich István utca                | 29 | 56, 56A, 59B | |
| 3  | Völgy utca                          | 28 | 56, 56A, 59B | Palotás Gábor Általános Iskola                                                                                                  |
| 4  | Vadaskerti utca                     | 27 | 56, 56A, 59B | |
| 5  | Nagyhíd                             | 26 | 56, 56A, 59B | |
| 6  | Zuhatag sor                         | 25 | 56, 56A, 59B | |
| 8  | Kelemen László utca                 | 24 | 56, 56A, 59B 29, 129 | Babérliget Általános Iskola és Alapfokú Művészeti Iskola, Fürkész Innovatív Általános Iskola, IBS Nemzetközi Üzleti Főiskola    |
| 9  | Akadémia                            | 23 | 56, 56A, 59B 129 | |
| 11 | Budagyöngye                         | 22 | 56, 56A, 59B 22, 22A, 129, 222, 291 781, 782, 783, 784, 785, 786, 787, 789, 791, 793, 794, 795                                                                                               | Budagyöngye Bevásárlóközpont, Szépilona kocsiszín                                                                               |
| 12 | Nagyajtai utca                      | 20 | 56, 56A, 59B 91, 129 | |
| 14 | Szent János Kórház                  | 18 | 22, 22A, 91, 128, 129, 155, 156, 222 56, 56A, 59, 59B, 60 781, 782, 783, 784, 785, 786, 787, 789, 791, 793, 794, 795                                                                         | Szent János Kórház, Kútvölgyi kórház, Városmajori Gimnázium, SPAR                                                               |
| 15 | Városmajor                          | 17 | 56, 56A, 59, 59B, 60 5, 22, 22A, 91, 155, 156, 222 | Fogaskerekű végállomás, Körszálló, Városmajori kocsiszín                                                                        |
| 16 | Nyúl utca                           | 13 | 56, 56A, 59, 59B 5, 91, 155, 156 | Városmajori Szabadtéri Színpad                                                                                                  |
| 19 | Széll Kálmán tér M                  | 15 | 4, 6, 17, 56, 56A, 59, 59A, 59B 5, 16, 16A, 21, 21A, 22, 22A, 39, 91, 102, 116, 128, 129, 139, 140, 140A, 149, 155, 156, 221, 222 781, 782, 783, 784, 785, 786, 787, 789, 791, 793, 794, 795 | Metróállomás, Városmajor, Budai Várnegyed, Nemzeti Média- és Hírközlési Hatóság, Nemzetgazdasági Minisztérium, Postapalota      |
| 21 | Déli pályaudvar M                   | 12 | 17, 56, 56A, 59, 59A, 59B 21, 21A, 39, 102, 139, 140, 140A, 221 770 S10 S12 S30 G30 Z30 S34 S35 S40 Z40 S42 Z42 IC, sebesvonat, gyorsvonat, expresszvonat,                                   | Metróállomás, Déli pályaudvar, Országos Onkológiai Intézet, Vérmező, Pénzügyi Szervezetek Állami Felügyelete                    |
| 22 | Nagyenyed utca                      | 10 | 17 | |
| 24 | Királyhágó utca                     | 9  | 105, 139, 140, 140A, 210, 210B 17 | Országos Gerincgyógyászati Központ, BGSzC Budai Középiskolája                                                                   |
| 25 | Csörsz utca                         | 8  | 139, 140, 140A, 212, 212A, 212B 17 | MOM Kulturális Központ, MOM Park, Országos Sportegészségügyi Intézet, Magyar Testnevelési és Sporttudományi Egyetem             |
| 26 | BAH-csomópont                       | 7  | 8E, 108E, 110, 112, 139, 140, 140A, 212, 212A, 212B 17 | Budapest Kongresszusi Központ, Novotel                                                                                          |
| 27 | Budaörsi út / Villányi út           | 6  | 212, 212A, 212B, 240 17 | |
| 28 | Alsóhegy utca                       | 5  | 212, 212A, 212B 17 | |
| 29 | Pető Intézet (Villányi út)          | 4  | 17 | Pető Intézet |
| 30 | Szüret utca                         | 3  | 27 17 | |
| 31 | Tas vezér utca                      | 2  | 27 17 | Feneketlen-tó, Budapesti Corvinus Egyetem (Budai Campus), Budai Ciszterci Szent Imre Gimnázium, Általános Vállalkozási Főiskola |
| 33 | Móricz Zsigmond körtér M            | 1  | 7, 27, 114, 213, 214, 240 17, 19, 49 | Metróállomás, Szent Margit Gimnázium, József Attila Gimnázium, BGSZC Öveges József Technikum és Szakképző Iskola                |
| 34 | Móricz Zsigmond körtér M végállomás | 0  | 7, 33, 33A, 58 6, 17, 19, 41, 47, 48, 49, 56, 56A | Metróállomás, Szent Margit Gimnázium, József Attila Gimnázium, BGSZC Öveges József Technikum és Szakképző Iskola                |

## Képgaléria

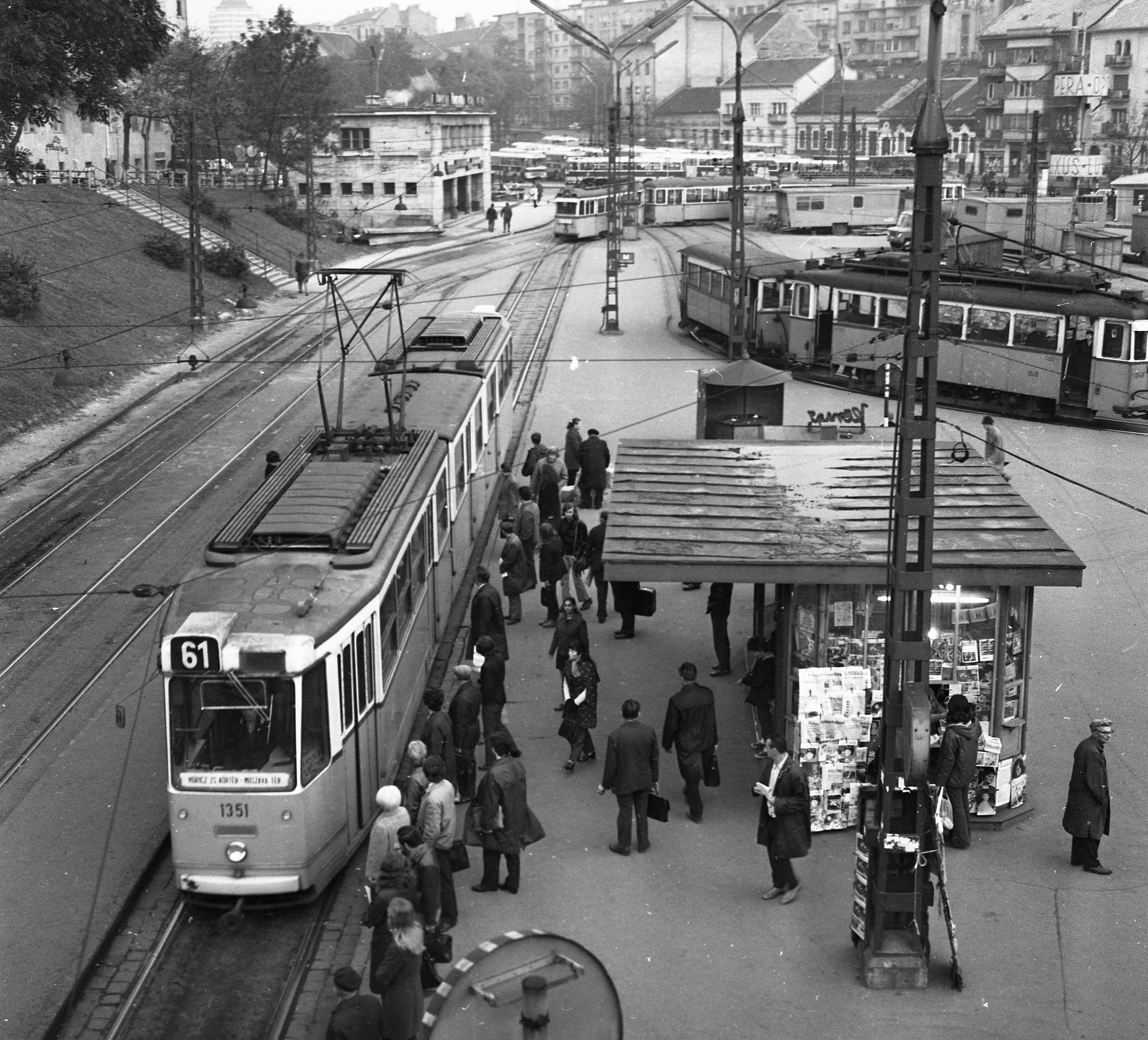
Ganz CSMG a Moszkva (ma: Széll Kálmán) téren (1972)
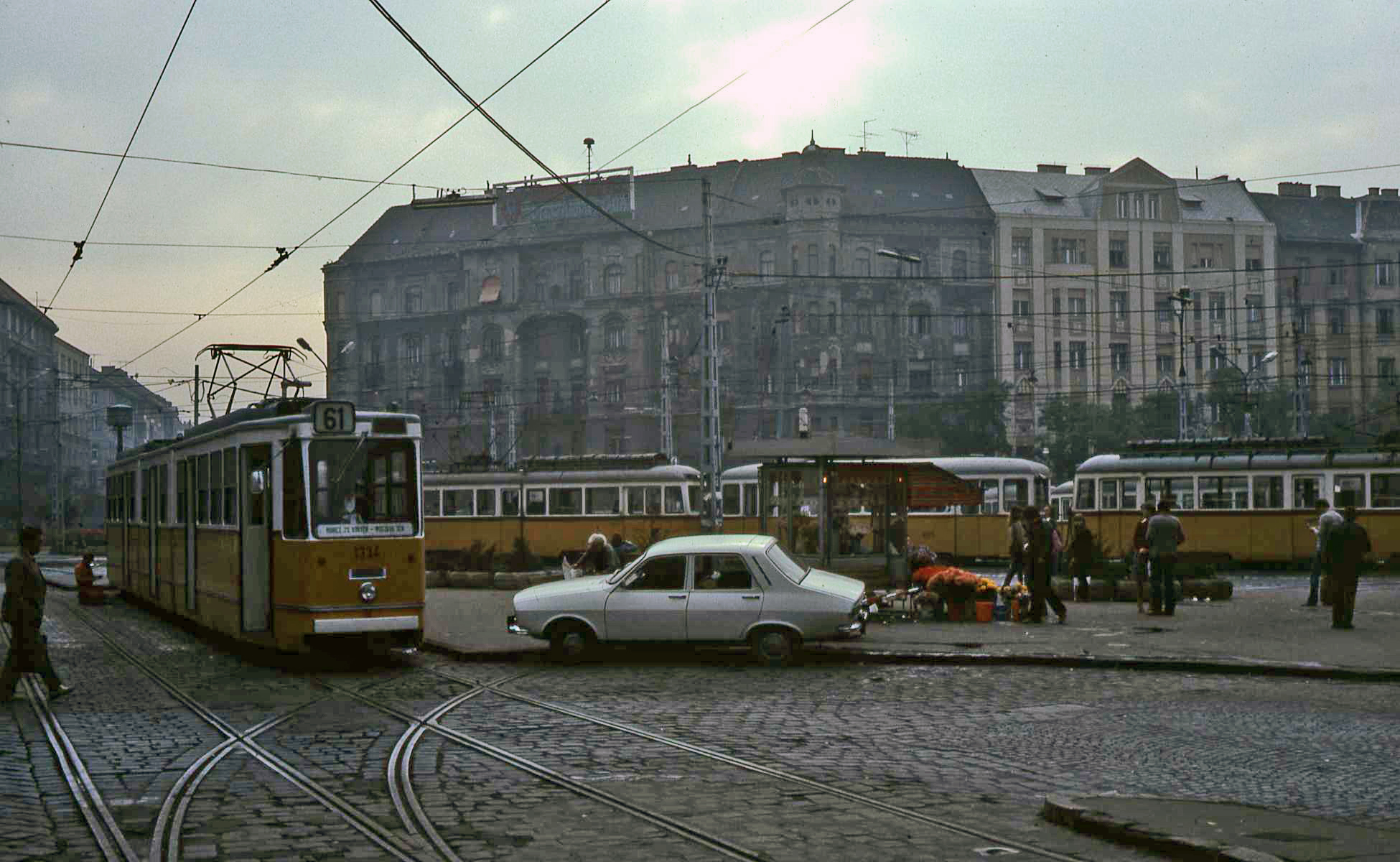
Ganz CSMG a Móricz Zsigmond körtér előtt (1979)
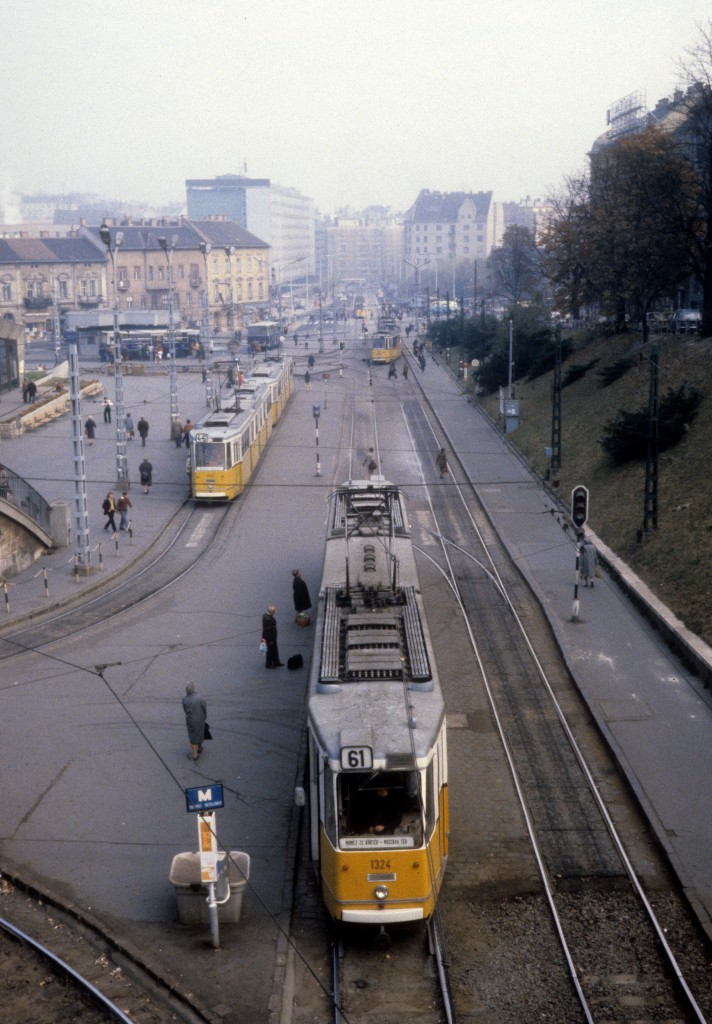
Ganz CSMG az egykori Moszkva (ma: Széll Kálmán) téri végállomásán (1979)
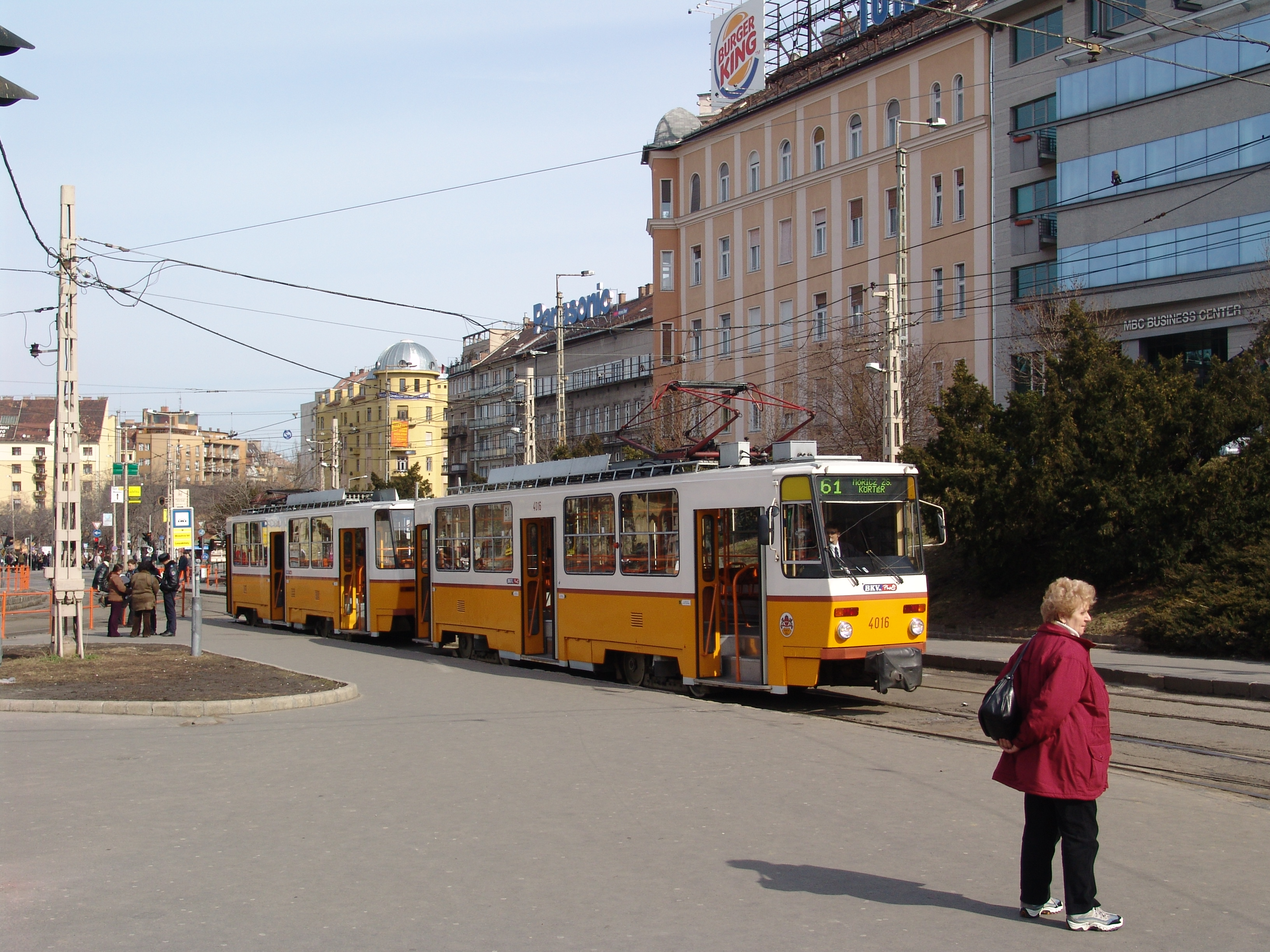
Tatra T5C5K az egykori Moszkva (ma: Széll Kálmán) téri végállomásán (2005)
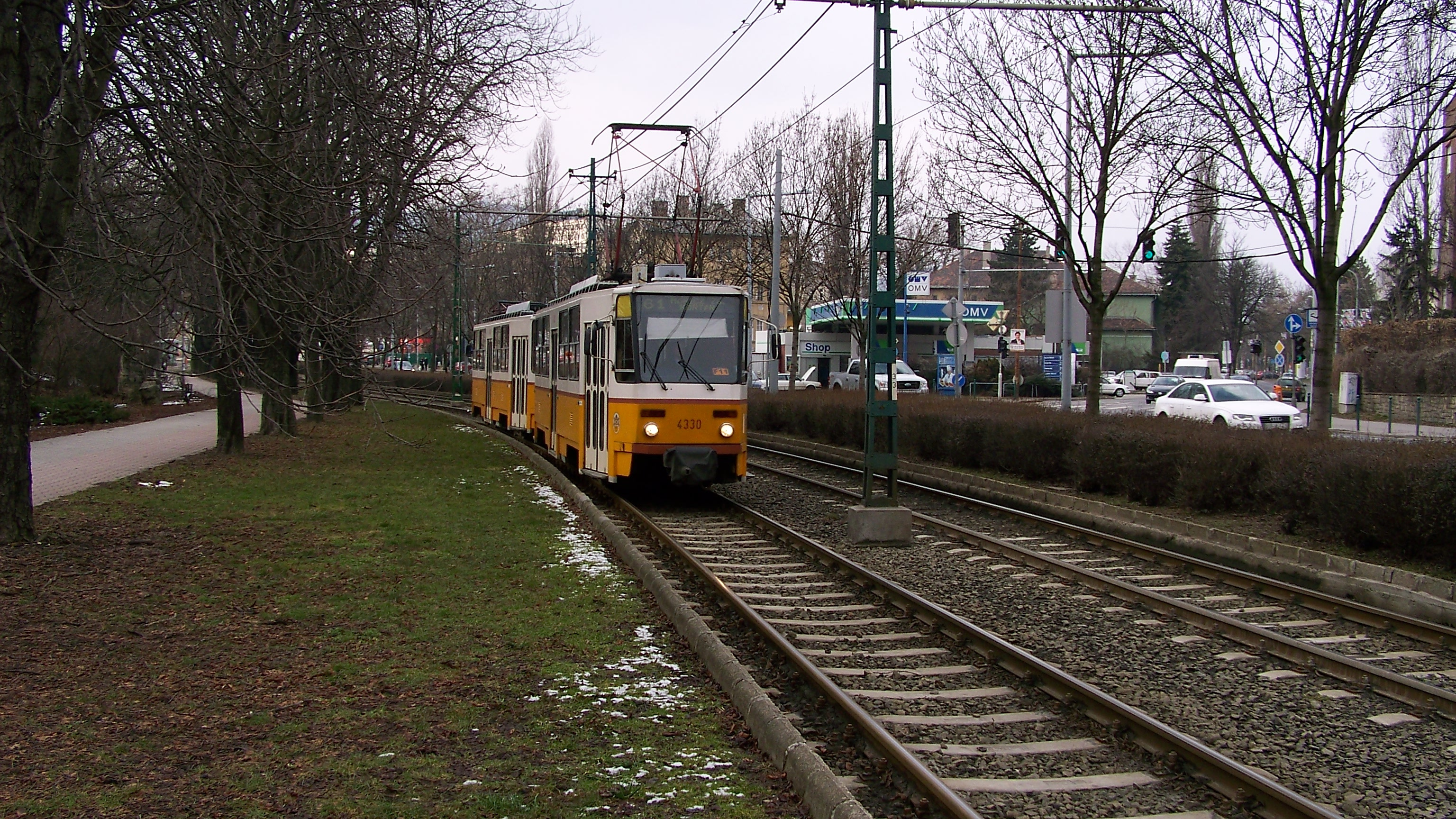
Tatra T5C5K a Városmajornál (2010)
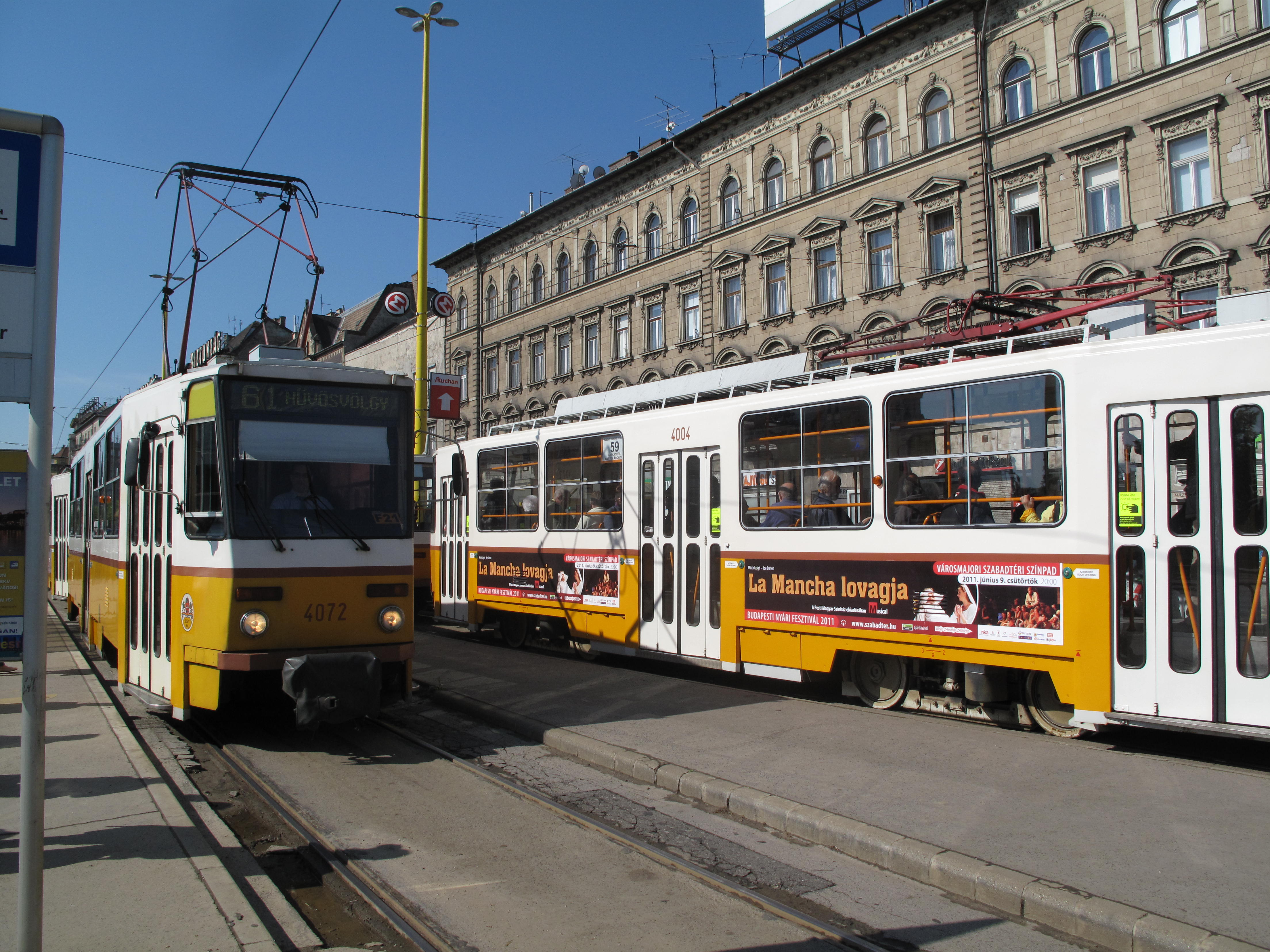
59-es és 61-es villamos találkozik a Déli pályaudvarnál (2011)
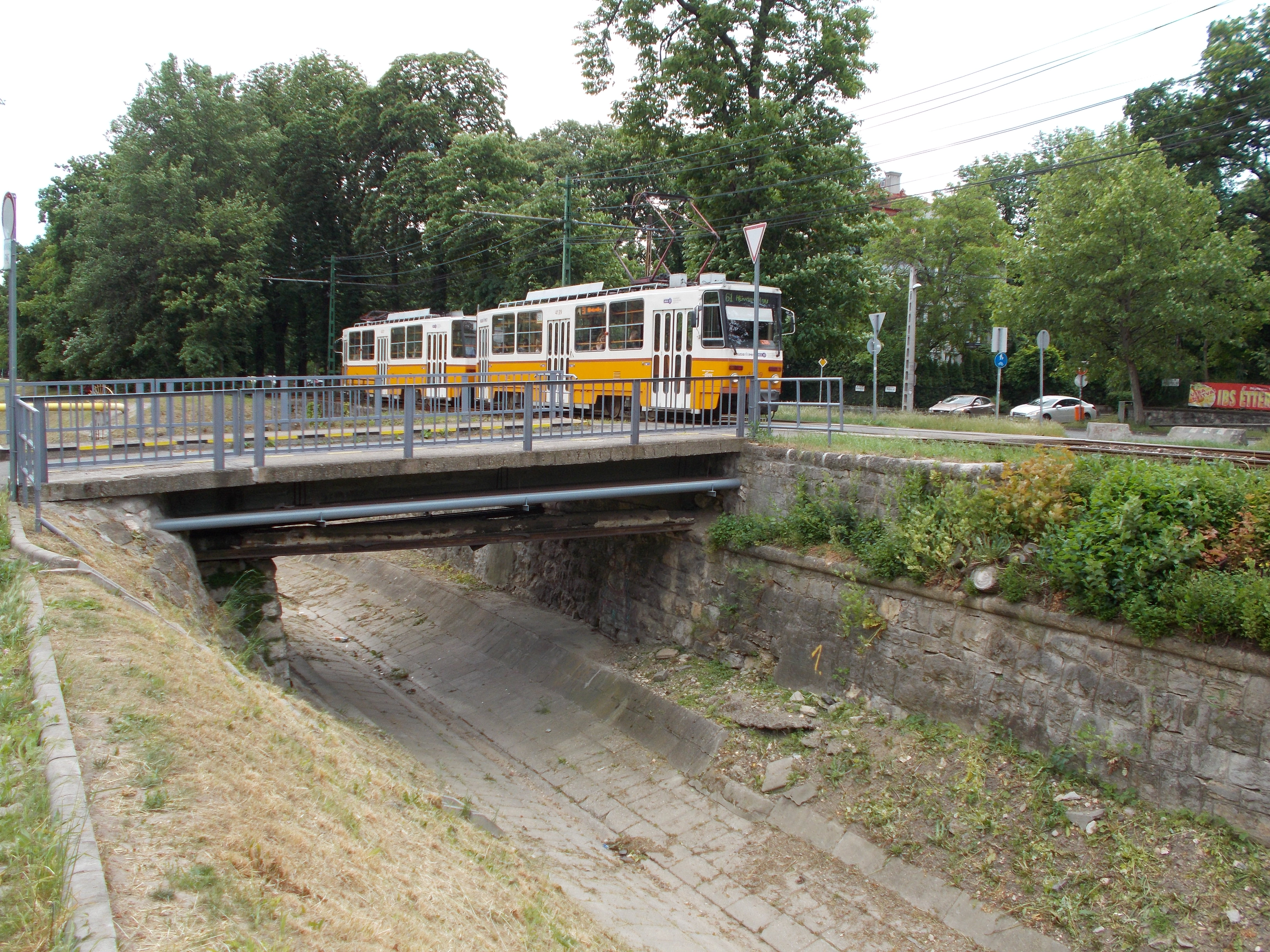
Tatra T5C5K a Riadó utcánál (2015)
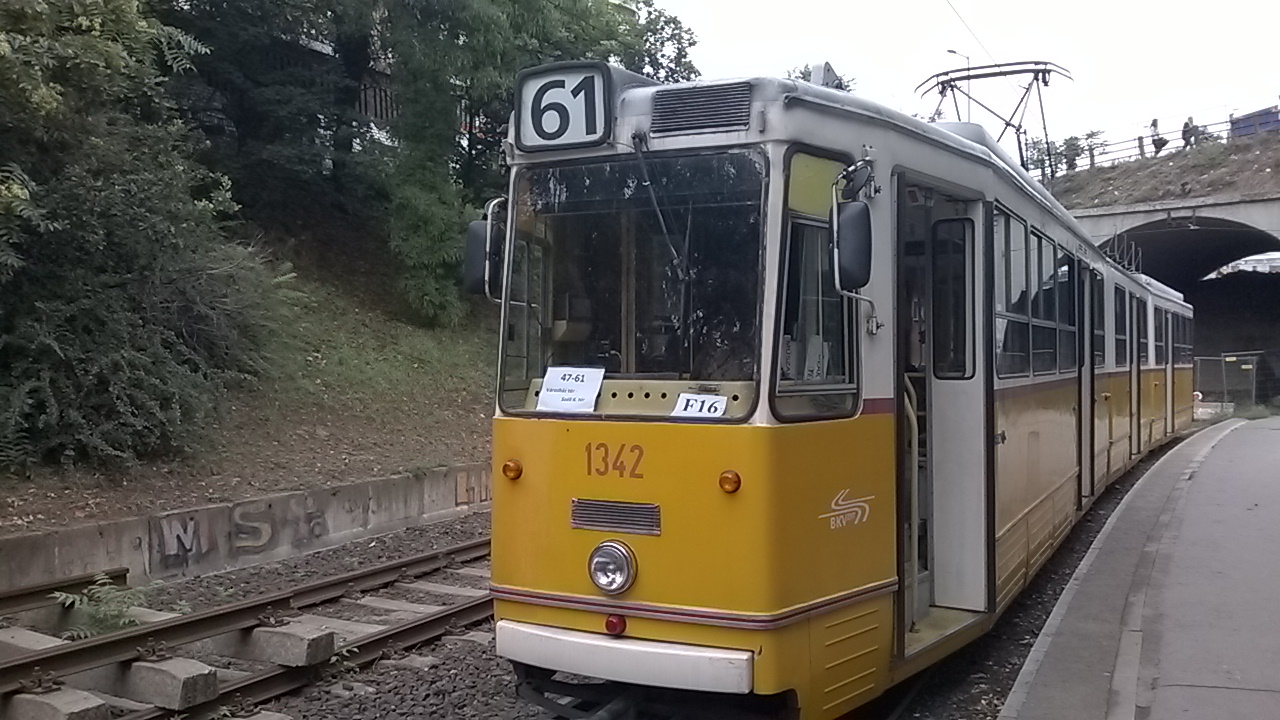
Ganz CSMG a Széll Kálmán tér előtt (2015)
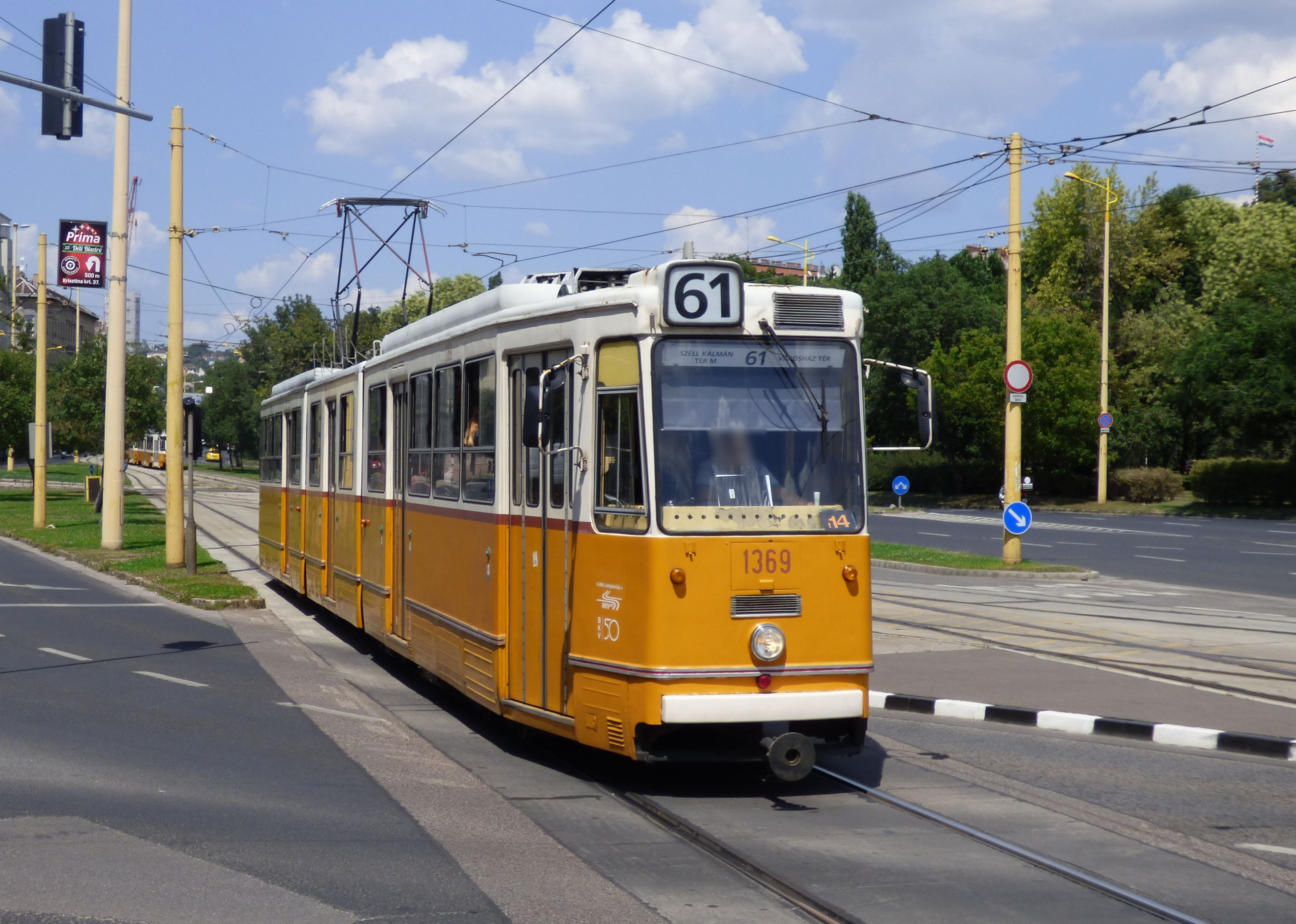
Ganz CSMG érkezik a Déli pályaudvarhoz (2018)
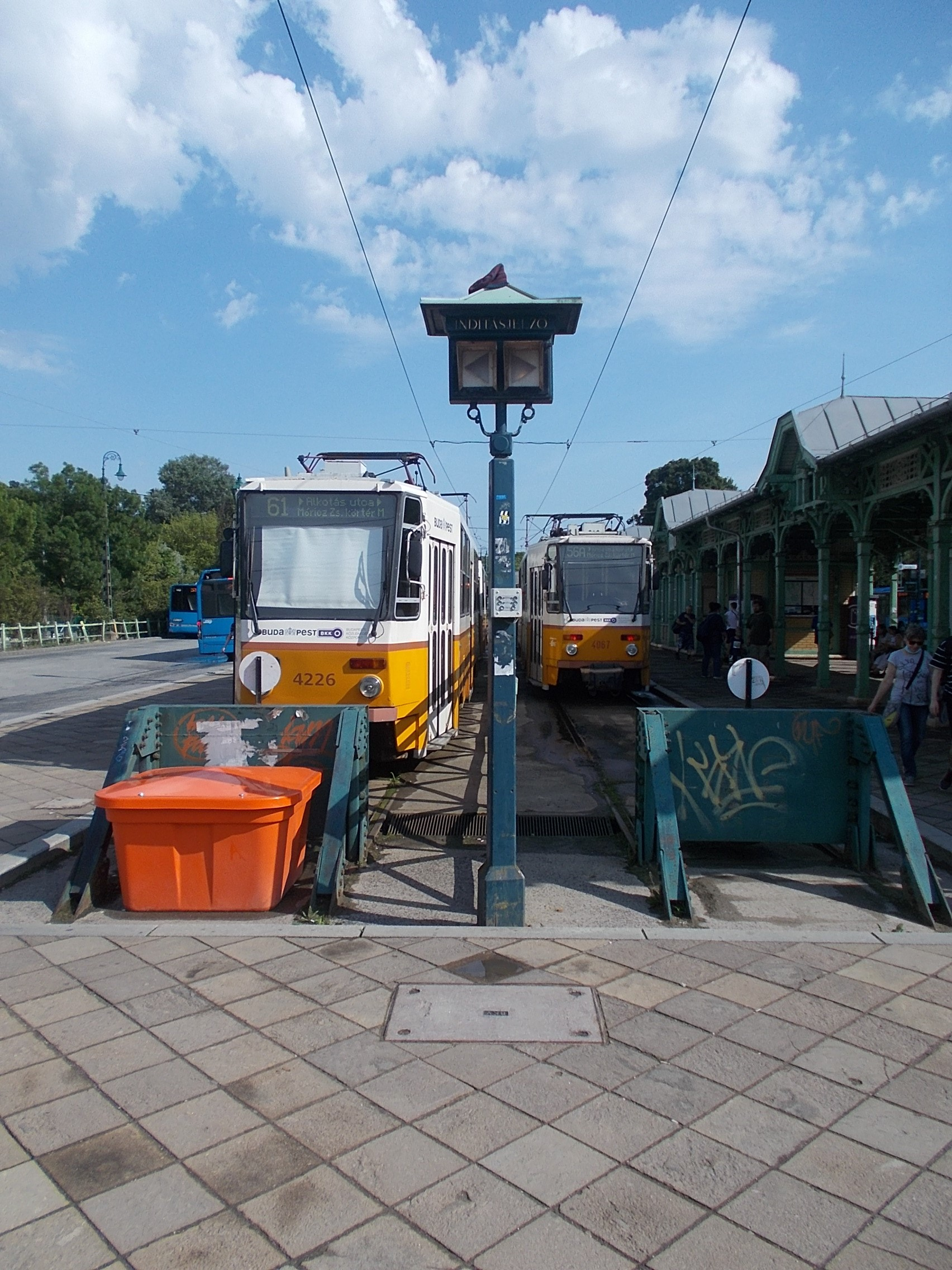
Tatra T5C5K a Hűvösvölgy végállomásán (2020)